# Wide Streets Commission
Die Wide Streets Commission (wörtlich übersetzt: „Breite-Straßen-Kommission“) wurde von der Dublin Corporation 1757 eingeführt. Das Ziel dieses Gremiums war die Schaffung von Einheitlichkeit bei dem Erscheinungsbild von Straßen, Brücken, Gebäuden und anderen architektonischen Bauwerken.
In den darauffolgenden Jahrzehnten gestaltete die Kommission die mittelalterliche Stadt Dublin um und kreierte ein Netzwerk von Hauptstraßen, indem sie in großem Umfang alte Straßen verbreiterten, diese komplett abrissen oder ganz neue Straßenzüge bauten.
Eines der ersten Projekte war die Verbreiterung der Essex Bridge (heute: Grattan Bridge) im Jahr 1755, um mit dem gestiegenen Verkehrsaufkommen durch Fußgänger, Pferdekutschen oder auch Rinderherden fertigzuwerden, die den Fluss Liffey von der Capel Street aus überquerten. Der Bau der Parliament Street und der Bank Royal Exchange (heute: Dublin City Hall) folgte kurz darauf.
Weitere wichtige Initiativen waren die Zusammenführung und Begradigung einiger enger Straßen im Nordteil von Dublin, um die Sackville Street zu bauen, die heutige O’Connell Street, Dublins Hauptverkehrsstraße. Doch auch Dame Street, College Green, Christchurch Street und George’s Street sind das Resultat des Projekts zur Verbreiterung der engen Straßen des georgianischen Dublins.